# Fußball-Club Sachsen Leipzig 1990 1996-1997
Questa voce raccoglie le informazioni riguardanti il Fußball-Club Sachsen Leipzig 1990 nelle competizioni ufficiali della stagione 1996-1997.

## Stagione
Nella stagione 1996-1997 il Sachsen Lipsia, allenato da Uwe Reinders, concluse il campionato di Regionalliga nordest al 9º posto.

## Rosa
| N. |                     | Ruolo | Calciatore           |
| -- | ------------------- | ----- | -------------------- |
| 5  | Germania (bandiera) | C     | Frank Rietschel      |
|    | Germania (bandiera) | P     | Daniel Fröhlich      |
|    | Germania (bandiera) | P     | Ingo Saager          |
|    | Germania (bandiera) | P     | Frank Schöne         |
|    | Germania (bandiera) | D     | Steffen Hammermüller |
|    | Germania (bandiera) | D     | Jens Kahdemann       |
|    | Germania (bandiera) | D     | Holger Krauß         |
|    | Germania (bandiera) | D     | Rico Pellmann        |
|    | Germania (bandiera) | D     | Jens Thiemig         |
|    | Germania (bandiera) | D     | Steffen Ziffert      |
|    | Germania (bandiera) | C     | Torsten Feetz        |
|    | Germania (bandiera) | C     | Sven Kaiser          |

| N. |                     | Ruolo | Calciatore            |
| -- | ------------------- | ----- | --------------------- |
|    | Germania (bandiera) | C     | Daniel Küttner        |
|    | Germania (bandiera) | C     | Frank Rederer         |
|    | Lituania (bandiera) | C     | Vidmantas Vysniauskas |
|    | Libia (bandiera)    | A     | Abubaker Ben-Krema    |
|    | Germania (bandiera) | A     | Rico Clemens          |
|    | Ucraina (bandiera)  | A     | Oleg Golovan          |
|    | Germania (bandiera) | A     | Marco Gräfe           |
|    | Germania (bandiera) | A     | Dirk Havel            |
|    | Germania (bandiera) | A     | Ronny Kobert          |
|    | Germania (bandiera) | A     | André Schönitz        |
|    | Nigeria (bandiera)  | A     | Ojokojo Torunarigha   |

## Organigramma societario
Area tecnica
- Allenatore: Gerd Schädlich
- Allenatore in seconda:
- Preparatore dei portieri:
- Preparatori atletici:
- Analisi video:

## Calciomercato

### Sessione estiva
| Acquisti | Acquisti           | Acquisti            | Acquisti |
| R.       | Nome               | da                  | Modalità |
| -------- | ------------------ | ------------------- | -------- |
| A        | Abubaker Ben-Krema | Valletta            |          |
| D        | Holger Krauß       | Bayer Leverkusen II |          |
| C        | Daniel Küttner     | Dinamo Dresda       |          |

| Cessioni | Cessioni           | Cessioni        | Cessioni |
| R.       | Nome               | a               | Modalità |
| -------- | ------------------ | --------------- | -------- |
| C        | Kay-Uwe Jendrossek | Chemnitz        |          |
| D        | Frank Nierlich     | Carl Zeiss Jena |          |

### Sessione invernale
| Acquisti | Acquisti            | Acquisti             | Acquisti |
| R.       | Nome                | da                   | Modalità |
| -------- | ------------------- | -------------------- | -------- |
| A        | Ojokojo Torunarigha | Borussia Neunkirchen |          |

| Cessioni | Cessioni | Cessioni | Cessioni |
| R.       | Nome     | a        | Modalità |
| -------- | -------- | -------- | -------- |

## Risultati

### Regionalliga

#### Girone di andata
| Stendal 3 agosto 1996, ore 14:00 CEST 1ª giornata | Lok Stendal | 0 – 0 referto | Sachsen Lipsia | Wilhelm-Helfers-Kampfbahn (1 600 spett.)\| Arbitro: \| Koop \| |
| Arbitro:                                          | Koop        |               |                |                                                                |

| Arbitro: | Spickenagel |

|  |           |               |
|  | Marcatori | 88’ Fankhänel |

| Arbitro: | Blumenstein |

|                                                |           |  |
| Jendrossek 13’ Wahl 19’ Ballack 68’ Aračić 76’ | Marcatori |  |

| Arbitro: | Kruse |

|                                                 |           |            |
| Hammermüller 14’ Hoffmann 65’ (aut.) Kaiser 72’ | Marcatori | 19’ Kuhlow |

| Arbitro: | Richter |

|                                                                   |           |          |
| Hammermüller 3’, 20’ (rig.) Schönitz 51’ Kaiser 69’ Ben-Krema 84’ | Marcatori | 79’ Baum |

| Arbitro: | Voigt |

|  |           |                              |
|  | Marcatori | 51’ Golovan 78’ Hammermüller |

| Arbitro: | Fleske |

|  |           |                                          |
|  | Marcatori | 15’ Hebestreit 20’ Weißhaupt 73’ Bärwolf |

| Arbitro: | Haack |

|                                         |           |                             |
| Rambow 49’ (rig.), 90’ (rig.) Weber 80’ | Marcatori | 50’ Golovan 75’ Vysniauskas |

| Arbitro: | Robel |

|                                                    |           |            |
| Hammermüller 18’ (rig.) Kaiser 28’ Vysniauskas 43’ | Marcatori | 35’ Namdar |

| Arbitro: | Kruse |

|  |           |                                                                               |
|  | Marcatori | 6’, 70’ (rig.) Hammermüller 14’ Schönitz 56’ Golovan 77’ Ben-Krema 83’ Kaiser |

| Arbitro: | Heynemann |

|                            |           |                                                      |
| Gräfe 11’, 27’ Golovan 35’ | Marcatori | 47’ Coralic 48’ Lenz 52’ (rig.) Aksoy 78’ Sigurðsson |

| Arbitro: | Backhaus |

|  |           |                        |
|  | Marcatori | 43’ Golovan 45’ Kaiser |

| Arbitro: | Fleske |

|             |           |  |
| Ziffert 84’ | Marcatori |  |

| Arbitro: | Augar |

|                         |           |  |
| Fraedrich 2’ Benken 87’ | Marcatori |  |

| Arbitro: | Junghof |

|                         |           |                          |
| Kaiser 26’ Schönitz 82’ | Marcatori | 47’ Binke 89’ Soschinski |

| Arbitro: | Spickenagel |

|          |           |                                                          |
| Kiel 39’ | Marcatori | 50’ (aut.) Gogsch 67’ Feetz 72’ Golovan 83’ Hammermüller |

| Arbitro: | Kiefer |

|  |           |            |
|  | Marcatori | 74’ Seruga |

#### Girone di ritorno
| Arbitro: | Backhaus |

|           |           |             |
| Feetz 43’ | Marcatori | 7’ Grempler |

| Arbitro: | Müller |

|           |           |              |
| Sadlo 63’ | Marcatori | 90’ Schönitz |

| Arbitro: | Müller |

|  |           |             |
|  | Marcatori | 37’ Tetzner |

| Arbitro: | Spickenagel |

|           |           |             |
| Kolak 46’ | Marcatori | 11’ Golovan |

| Arbitro: | Wendorf |

|                                 |           |                         |
| Hanke 54’ Kirsten 74’ Jeleń 85’ | Marcatori | 37’ Clemens 78’ Ziffert |

| Arbitro: | Weber |

|                                        |           |             |
| Vysniauskas 22’ Golovan 85’ Kaiser 89’ | Marcatori | 48’ Eidtner |

| Arbitro: | Fröhlich |

|                                               |           |  |
| Weißhaupt 45’ Rederer 58’ (aut.) Wehrmann 63’ | Marcatori |  |

| Arbitro: | Weise |

|                        |           |                              |
| Kaiser 31’ Golovan 43’ | Marcatori | 83’ (rig.) Rambow 86’ Wagner |

| Arbitro: | Dommaschk |

|             |           |  |
| Schmidt 18’ | Marcatori |  |

| Arbitro: | Toschek |

|                          |           |  |
| Rietschel 12’ Kaiser 31’ | Marcatori |  |

| Arbitro: | Kruse |

|                                   |           |  |
| Adler 28’ Namdar 46’, 58’ Isa 88’ | Marcatori |  |

| Arbitro: | Spickenagel |

|                         |           |                       |
| Clemens 71’ Golovan 74’ | Marcatori | 72’ Lorenz 81’ Kunert |

| Arbitro: | Koop |

|                                           |           |                         |
| Küntzel 7’ Skela 10’ Klews 52’ Struck 73’ | Marcatori | 25’ Ziffert 43’ Golovan |

| Arbitro: | Fröhlich |

|             |           |                       |
| Golovan 17’ | Marcatori | 4’ Irrgang 65’ Zöphel |

| Arbitro: | Bley |

|                   |           |                                                 |
| Starke 33’ (rig.) | Marcatori | 46’ Ziffert 53’ Golovan 64’ Kaiser 73’ Schönitz |

| Arbitro: | Robel |

|                                                    |           |              |
| Hammermüller 62’ (rig.) Golovan 74’, 82’ Krauß 88’ | Marcatori | 6’ Schneider |

| Arbitro: | Fleske |

|  |           |                                        |
|  | Marcatori | 13’ Golovan 27’ Vysniauskas 73’ Kaiser |

## Statistiche

### Statistiche di squadra
| Competizione         | Punti | In casa | In casa | In casa | In casa | In casa | In casa | In trasferta | In trasferta | In trasferta | In trasferta | In trasferta | In trasferta | Totale | Totale | Totale | Totale | Totale | Totale | DR |
| Competizione         | Punti | G       | V       | N       | P       | Gf      | Gs      | G            | V            | N            | P            | Gf           | Gs           | G      | V      | N      | P      | Gf     | Gs     | DR |
| -------------------- | ----- | ------- | ------- | ------- | ------- | ------- | ------- | ------------ | ------------ | ------------ | ------------ | ------------ | ------------ | ------ | ------ | ------ | ------ | ------ | ------ | -- |
| Regionalliga nordest | 46    | 17      | 7       | 4       | 6       | 32      | 24      | 17           | 6            | 3            | 8            | 29           | 28           | 34     | 13     | 7      | 14     | 61     | 52     | +9 |
| Totale               | 46    | 17      | 7       | 4       | 6       | 32      | 24      | 17           | 6            | 3            | 8            | 29           | 28           | 34     | 13     | 7      | 14     | 61     | 52     | +9 |

### Andamento in campionato
| Giornata  | 1 | 2  | 3  | 4  | 5 | 6 | 7 | 8  | 9 | 10 | 11 | 12 | 13 | 14 | 15 | 16 | 17 | 18 | 19 | 20 | 21 | 22 | 23 | 24 | 25 | 26 | 27 | 28 | 29 | 30 | 31 | 32 | 33 | 34 |
| --------- | - | -- | -- | -- | - | - | - | -- | - | -- | -- | -- | -- | -- | -- | -- | -- | -- | -- | -- | -- | -- | -- | -- | -- | -- | -- | -- | -- | -- | -- | -- | -- | -- |
| Luogo     | T | C  | T  | C  | C | T | C | T  | C | T  | C  | T  | C  | T  | C  | T  | C  | C  | T  | C  | T  | T  | C  | T  | C  | T  | C  | T  | C  | T  | C  | T  | C  | T  |
| Risultato | N | P  | P  | V  | V | V | P | P  | V | V  | P  | V  | V  | P  | N  | V  | P  | N  | N  | P  | N  | P  | V  | P  | N  | P  | V  | P  | N  | P  | P  | V  | V  | V  |
| Posizione | 8 | 13 | 17 | 11 | 7 | 7 | 9 | 10 | 8 | 7  | 8  | 8  | 7  | 8  | 8  | 6  | 8  | 8  | 8  | 8  | 8  | 9  | 8  | 8  | 8  | 9  | 8  | 9  | 10 | 10 | 11 | 10 | 9  | 9  |

Legenda:

Luogo: C = Casa; T = Trasferta. Risultato: V = Vittoria; N = Pareggio; P = Sconfitta.

### Statistiche dei giocatori
| A. Ben-Krema    | 8  | 2  | 0  | 0 |
| R. Clemens      | 13 | 2  | 0  | 0 |
| T. Feetz        | 33 | 2  | 3  | 1 |
| D. Fröhlich     | 12 | 0  | 0  | 2 |
| O. Golovan      | 33 | 16 | 7  | 0 |
| M. Gräfe        | 19 | 2  | 2  | 0 |
| S. Hammermüller | 26 | 9  | 6  | 1 |
| D. Havel        | 5  | 0  | 0  | 0 |
| J. Kahdemann    | 13 | 0  | 1  | 1 |
| S. Kaiser       | 33 | 11 | 1  | 0 |
| R. Kobert       | 1  | 0  | 0  | 0 |
| H. Krauß        | 17 | 1  | 2  | 0 |
| D. Küttner      | 30 | 0  | 8  | 0 |
| R. Pellmann     | 0  | 0  | 0  | 0 |
| F. Rederer      | 21 | 0  | 3  | 0 |
| F. Rietschel    | 31 | 1  | 4  | 1 |
| I. Saager       | 20 | 0  | 1  | 0 |
| F. Schöne       | 5  | 0  | 0  | 0 |
| A. Schönitz     | 34 | 5  | 3  | 0 |
| J. Thiemig      | 16 | 0  | 4  | 0 |
| O. Torunarigha  | 3  | 0  | 0  | 0 |
| V. Vysniauskas  | 28 | 4  | 11 | 3 |
| S. Ziffert      | 34 | 4  | 10 | 1 |